# سفارة أرمينيا في النمسا
سفارة أرمينيا في النمسا هي أرفع تمثيل دبلوماسي لدولة أرمينيا لدى النمسا. تقع السفارة في فيينا وهي تهدف لتعزيز المصالح الأرمينية في النمسا.

## وصلات خارجية
- قائمة سفارات أرمينيا
- قائمة السفارات في النمسا